# چینگهای سلت لیک
چینگهای سلت لیک (انگلیسی: Qinghai Salt Lake) شرکت صنایع شیمیایی چینی است، که در سال ۱۹۹۷ تأسیس شد.